# Olympische Sommerspiele 1988/Teilnehmer (Burkina Faso)
| Gelbes Symbol für Goldmedaillen mit stilisierten Olympischen Ringen | Graues Symbol für Silbermedaillen mit stilisierten Olympischen Ringen | Braundes Symbol für Bronzemedaillen mit stilisierten Olympischen Ringen |
| ------------------------------------------------------------------- | --------------------------------------------------------------------- | ----------------------------------------------------------------------- |
| —                                                                   | —                                                                     | —                                                                       |

Burkina Faso nahm bei den Olympischen Sommerspielen 1988 in Seoul zum zweiten Mal an einem olympischen Sommerturnier teil.

## Teilnehmer nach Sportart

### Boxen
- Sounaila Sagnon
- Moussa Kagambega

### Leichtathletik
- Mariama Ouiminga
- Harouna Palé
- Cheick Seynou
- Alexandre Yougbaré